# Les Deux Berges
Pour les articles homonymes, voir Berges.
Les Deux Berges est un téléfilm français de Patrick Antoine diffusé en 1978.

## Synopsis
Marcelline et Simon Dorval, un couple d'une quarantaine d'années, habitent avec leur jeune fils, Laurent, dans un luxueux appartement de l'île Saint-Louis. Au cours du dîner, ils échangent leurs inquiétudes. Simon parle de son entreprise, où il construit des bateaux de plaisance. Marcelline est désespérée : depuis plusieurs mois, elle est sans nouvelle de leur fils aîné, Jean-Jacques, parti en voyage d'études aux Etats-Unis. Le lendemain, Marcelline et Laurent se promènent sur les berges, rencontrent un groupe de jeunes hippies ; l'un d'eux les aborde puis demande à Marcelline de l'héberger chez elle...

## Fiche technique
- Réalisateur : Patrick Antoine
- Dialogues : Geneviève Laporte
- Date de diffusion : 4 juillet 1978 en France

## Distribution
- Marina Vlady : Marcelline Dorval
- Bernard Fresson : Simon Dorval
- Jean-Michel Dupuis : Tobie
- Julien Thomas : Jean-Jacques Dorval
- Alexandre Sterling : Laurent Dorval
- Françoise Bertin : Denise
- Michel Rocher : Fauville
- Michel Caron : Lancel
- Hubert Laurent : Heinrich
- Yves Marchand : Johnny
- Frédérique Bonnal : Douchka